# Urban I. von Boyneburg
Urban I. von Boyneburg (* 1553; † 1639 in Ziegenhain) war ein Hessen-Kasseler Staatsmann. Er diente drei Landgrafen als Hofmarschall, Geheimer Rat, Gesandter, Oberamtmann, Kriegskommissar, Landvogt, Kriegsobrist, Statthalter und Festungskommandant.

## Familie
Er stammte aus dem Adelsgeschlecht derer von Boyneburg zu Lengsfeld und war ein Enkel des hessischen Vormundschaftsregenten, Hofrichters und Statthalters an der Lahn Ludwig I. von Boyneburg zu Lengsfeld (1466–1537). Sein Vater war Ludwigs Sohn aus dessen zweiter Ehe mit Elisabeth von Meysenbug, Ludwig III. von Boyneburg-Lengsfeld († 1568), landgräflicher Amtmann in Homberg an der Ohm und Borken, der 1537 als Zweijähriger mit der Burg Altenburg bei Felsberg im heutigen Schwalm-Eder-Kreis belehnt wurde, dort allerdings nie selbst wohnte. Als Urbans älterer Bruder Heidenreich (auch Heiderich; † 1612), der nach dem Tod des Vaters Besitzer der Altenburg geworden war, im Jahre 1594 wegen eines Totschlags aus Hessen verbannt wurde, verkaufte er die Altenburg an seinen Bruder Urban. Auch dieser bewohnte die Burg nie selbst; erst seine Witwe Anna Elisabeth, geb. von Beuren, die er 1586 oder 1587 geheiratet hatte, bezog 1639 ihren Witwensitz dort. Beider Sohn, Johann Friedrich († 1647), vermählt mit Elisabeth von Geyso, wohnte ebenfalls nicht auf der Altenburg, ließ aber 1640 den im Jahre 1540 errichteten und schwer beschädigten östlichen Wohntrakt abreißen und durch einen zweistöckigen, größtenteils hölzernen Bau ersetzen.

## Laufbahn
Urban, bereits seit 1585 unter Landgraf Wilhelm IV. Hofmarschall, wurde unter Landgraf Moritz Geheimer Rat und mehrfach auf wichtige Gesandtschaften geschickt. Wegen seiner treuen Dienste verschrieb ihm Moritz bereits im Jahre 1597 ein Mannlehen von 2000 Gulden. 1601 belehnte er seinen Hofmarschall Urban mit einem Vorwerk zu Maden und der Forstmühle bei Niedervorschütz, nebst deren Erbzinsen.
1605 schickte der Landgraf ihn an den Henneberger Hof, um dort die erneute Schiffbarmachung der Werra auch oberhalb von Wanfried zu betreiben, und im Januar 1608 reiste er ihm Auftrag des Landgrafen nach Stuttgart zur Beerdigung des Herzogs Friedrich I. von Württemberg, einem Vetter des Landgrafen.
1608 wurde er, als Nachfolger von Hermann von Wersabe, der sich gegen die Einführung der calvinistischen Lehre in Hessen-Kassel gestellt hatte, Oberamtmann in der 1583 an den Landgrafen gefallenen Herrschaft Schmalkalden. 1622, im Dreißigjährigen Krieg, war er einer von Moritz’ Abgesandten zu Kurfürst Johann Georg I. von Sachsen, um dessen Vermittlung mit dem Kaiser zu erwirken. Als dann 1623 Truppen der Katholischen Liga unter Tilly in Hessen-Kassel einmarschierten, wurde Boyneburg außerdem auch landgräflicher Kriegskommissar. 1626 führte die kostspielige Hofhaltung des Landgrafen Moritz zur Verpfändung der Herrschaft Schmalkalden an die Landgrafschaft Hessen-Darmstadt. Die Darmstädter Pfandschaftskommission ersetzte Boyneburg als Oberamtmann durch seinen Vorgänger Hermann von Wersabe, einen der Anführer der ritterschaftlichen Opposition gegen Landgraf Moritz in Niederhessen. Boyneburg wurde daraufhin vom Landgrafen zum Landvogt an der Werra und zum Kriegs-Obrister dieses Gebiets ernannt. Während der hessischen Besetzung des Hochstifts Fulda 1631–1634, als Landgraf Wilhelm V. von Hessen-Kassel als Fürst von Buchen über das Reichsstift herrschte, war Boyneburg dort Statthalter des Landgrafen. 1632 wurde er Besitzer von Amt und Gericht Michelsrombach, die seit 1592 an Johann Eustachius von Schlitz gen. von Görtz verpfändet waren und nach Ablauf der 40-jährigen Verpfändungsfrist 1632 von Urban von Boyneburg eingelöst wurden. Ab 1636 war Boyneburg schließlich Kommandant der Festung Ziegenhain, wo er 1639 als 86-Jähriger verstarb.